# انتفاضة يناير
كانت ثورة يناير تمردًا، وقع بشكل أساسي في مملكة بولندا في روسيا بهدف استعادة الكومنولث البولندي اللتواني. بدأت الانتفاضة في 22 يناير 1863 واستمرت حتى القبض على آخر المتمردين من قبل القوات الروسية في عام 1864.
كانت هذه الانتفاضة صاحبة أطول فترة تمرد في بولندا بعد التقسيم. تورط في هذا الصراع جميع طبقات المجتمع، وكان له تداعيات عميقة على العلاقات الدولية المعاصرة وأثار في نهاية المطاف نقلة في النموذج الاجتماعي والأيديولوجي في الأحداث الوطنية التي كان لها تأثير حاسم على التطور اللاحق للمجتمع البولندي.
كان تجمع عدد من العوامل هو الذي جعل هذه الانتفاضة حتمية في أوائل عام 1863. تلاشت دوائر النبلاء والبرجوازيين في المناطق الحضرية بعد الوضع شبه المستقل الذي تمتعوا به في كونغرس بولندا قبل التمرد السابق، وهو الجيل المولود قبل عام 1830، بينما رغب الشباب بتشجيع من نجاح حركة الاستقلال الإيطالية في تحقيق نفس النتيجة على وجه السرعة. كانت روسيا قد أُضعفت بسبب مغامرتها في القرم وأدخلت سلوكًا أكثر ليبرالية في سياساتها الداخلية وهو ما شجع الحكومة الوطنية البولندية السرية على التخطيط لضربة منظمة ضد المحتلين الروس في موعد لا يتجاوز ربيع عام 1863. ولكنهم لم يحسبوا حساب ألكساندر ويلوبولسكي رئيس الجناح المحافظ المؤيد لروسيا للإدارة المدنية في جزء روسيا الذي قضى من هذه الخطط. كان ويلوبولسكي مدركًا لوصول رغبة رجال بلاده العازمين على الاستقلال إلى ذروتها، وهو ما أراد تجنبه بأي ثمن. وفي محاولة لعرقلة الحركة الوطنية البولندية، قدم ميعاد التجنيد الإلزامي للناشطين البولنديين الشباب في الجيش الإمبراطوري الروسي (لمدة 20 عامًا من الخدمة) إلى يناير. وهو القرار الذي أثار انتفاضة يناير عام 1863، وهي النتيجة التي أراد ويلوبولسكي تجنبها.
سرعان ما انضم إلى تمرد المجندين البولنديين الشباب كبار الضباط البولنديين الليتوانيين وأعضاء من الطبقة السياسية. كان عدد المتمردين الذين كانوا غير منظمين أقل بكثير من معارضيهم وافتقروا إلى الدعم الأجنبي الكافي، وأُرغموا على تكتيكات حرب العصابات الخطرة. كانت الأعمال الانتقامية سريعة وقاسية. أقنعت عمليات الإعدام والترحيل العلني إلى سيبيريا في النهاية العديد من البولنديين بالتخلي عن الكفاح المسلح. بالإضافة إلى ذلك، ضرب القيصر ألكسندر الثاني طبقة النبلاء الإقطاعية والاقتصاد كله بالتالي بقرار مفاجئ في عام 1864 بإلغاء العبودية أخيرًا في بولندا. أدى اقتحام العقارات والفقر الذي تلا ذلك إلى إقناع البولنديين المتعلمين بالتحول بدلًا من ذلك إلى فكرة «العمل العضوي»، والتحسين الذاتي للاقتصاد والثقافة.

## الأسباب المؤدية إلى الانتفاضة
على الرغم من خسارة الإمبراطورية الروسية لحرب القرم وإضعافها اقتصاديًا وسياسيًا، حذر ألكسندر الثاني عام 1856 من أي تنازلات أخرى قائلًا عبارته «انسوا أي أحلام». كان هناك تياران فكريان سائدان بين سكان مملكة بولندا في ذلك الوقت. يتألف واحد من التحركات الوطنية داخل المحافظين الليبراليين الاقطاعيين في الأغلب، والأوساط الفكرية التي تتركز حول أندريه زامويسكي. أمل هذا التيار في العودة المنظمة إلى الوضع الدستوري قبل عام 1830. وتميزوا باسم البيض. ويمثل الاتجاه الآخر الذي تميز باسم الحمر حركة ديمقراطية توحد الفلاحين والعمال وبعض رجال الدين. كانت إشكالية الفلاح رئيسية بالنسبة لكلا التيارين في مأزقهم. ومع ذلك، مال أصحاب العقارات إلى تفضيل إلغاء العبودية في مقابل الحصول على تعويض ملائم، في حين رأت الحركة الديمقراطية أن الإطاحة بالعبودية الروسية يعتمد كليًا على التحرير غير المشروط للفلاحين.
بدأت مجموعات مقاومة سرية تتشكل بين الشباب المتعلم تمامًا كما نظم الديمقراطيون المظاهرات الدينية والوطنية الأولى في عام 1860. أُريقت الدماء لأول مرة في وارسو في فبراير عام 1861 عندما هاجم الجيش الروسي مظاهرة في ميدان القلعة في ذكرى معركة غروشوف. وقعت هناك خمس وفيات. وافق ألكسندر الثاني على مضض على قبول التماس لتغيير نظام الحكم خوفًا من انتشار الاضطرابات التلقائية. ووافق في النهاية على تعيين ألكساندر ويلوبولسكي لرئاسة لجنة للنظر في الشعائر الدينية والثقافة العامة وأعلن تشكيل مجلس الدولة والحكم الذاتي للمدن والمقاطعات. ولكن لم تمنع هذه التنازلات المزيد من المظاهرات. قتل 200 شخص وجرح 500 آخرون في 8 أبريل بنيران روسية. فُرضت الأحكام العرفية في وارسو واتُخذت إجراءات قمعية وحشية ضد منظمي المظاهرات في وارسو وفيلنا من خلال ترحيلهم إلى أعماق روسيا. تم تنظيم 116 مظاهرة في فيلنا وحدها خلال عام 1861. أدخل الروس في خريف عام 1861 حالة الطوارئ في محافظة فيلنا ومحافظة كوفنو ومحافظة غرودنو.
أدت هذه الأحداث إلى توحيد أسرع للمقاومة، إذ تجمع القادة المستقبليين للانتفاضة سرًا في سان بطرسبرغ ووارسو وفيلنا وباريس ولندن. نتجت جثتان عن هذه المشاورات. شُكلت «لجنة الحركة» الحضرية بحلول أكتوبر 1861 ثم شكُلت اللجنة الوطنية المركزية في يونيو 1862. وشملت قيادتها ستيفان بوبروسكي، وياروساو دوبروفسكي، وزيجمونت بادلوفسكي، وأغاتون جيلر، وبرونيسوا سزوارس. أدارت هذه الهيئة إنشاء هياكل وطنية تهدف إلى أن تصبح دولة بولندية سرية جديدة. لم تخطط اللجنة الوطنية المركزية للانتفاضة حتى ربيع عام 1863 على الأقل. ومع ذلك، فإن خطوة ويلوبولسكي لبدء التجنيد في الجيش الروسي في منتصف يناير أجبرت قوادها على بدء الانتفاضة قبل الأوان في ليلة 22-23 يناير 1863.

## دعوة لحمل السلاح في مملكة بولندا
اندلعت الانتفاضة في وقت ساد فيه السلام العام في أوروبا، وعلى الرغم من وجود دعم كبير للبولنديين، إلا أن قوى مثل فرنسا وبريطانيا والنمسا لم تكن راغبة في الإخلال بالسلام الدولي. لم يكن لدى القادة الثوريين وسائل كافية لتسليح وتجهيز مجموعات الشباب الذين كانوا يختبئون في الغابات للهروب من أمر ألكسندر ويلوبولسكي للتجنيد في الجيش الروسي. تجمع حوالي 10000 رجل حول الراية الثورية في البداية. كان المتطوعون منتمين أساسًا إلى الطبقات العاملة في المدينة والموظفين الصغار، على الرغم من وجود عدد كبير من الأبناء الأصغر سنًا من الزلاشتا الأفقر (طبقة النبلاء) وعدد من الكهنة من الرتب الأدنى. كان تحت تصرف الحكومة الروسية في البداية جيش قوامه 90,000 رجل تحت قيادة الجنرال الروسي أندرس إدوارد رامزي في بولندا.
بدا الأمر كما لو أن التمرد قد يسحق بسرعة. أصدرت الحكومة المؤقتة في اللجنة الوطنية المركزية بشجاعة بيانًا أعلنت فيه أن «جميع أبناء بولندا مواطنون أحرار ومتساوون دون تمييز بسبب العقيدة أو الحالة أو الرتبة». صدر قرار بأن الأرض التي يزرعها الفلاحون سواء على أساس الإيجار أو الخدمة، يجب أن تصبح من الآن فصاعدا ممتلكاتهم غير المشروطة، وسيتم منح تعويض لأصحاب الأراضي من الأموال العامة للدولة. بذلت الحكومة المؤقتة قصارى جهدها لإرسال الإمدادات إلى المتطوعين غير المسلحين والمبعثرين الذين خاضوا خلال شهر فبراير 80 مناوشة دامية مع الروس. وفي الوقت نفسه، أصدرت اللجنة الوطنية المركزية طلبًا للمساعدة من دول أوروبا الغربية، وهو ما استقبل في كل هذه الدول بمشاعر داعمة بداية من النرويج وانتهاءً بالبرتغال. لبى الضباط الإيطاليون والفرنسيون والمجريون هذا النداء. إذ أمر البابا بيوس التاسع بالقيام بصلوات خاصة للدعاء بالنجاح للبولنديين الكاثوليك في حربهم ضد الروس الأرثوذكس، وكان نشطًا بشكل عام في زيادة الدعم المُقدم للتمرد البولندي. بحلول أواخر الربيع في أوائل صيف عام 1863، سجل المؤرخ جيرزي زرادا أن هناك 35000 بولندي تحت السلاح يواجهون الجيش الروسي البالغ قوامه 145000 في المملكة البولندية وحدها.